# 貝歐辜
貝歐辜（鄒語：Beoko），又稱法諸亞（Fufcuya），是台灣鄒族傳說中的巨陰人，也是蜂針的起源。

## 簡述
傳說貝歐辜的陰莖非常大，大到需要用打獵用的網袋才裝得下，族人都會在他打獵回來時從他身上的網袋來判斷他的收穫，如果只有一個網袋，就代表他沒有獵到東西。

## 傳說
傳說有次貝歐辜在打獵過程中上廁所，而想捉弄他的同伴故意突然大喊有敵人來襲，嚇得他連陰莖都來不及裝回袋子裡就趕快跑，過程中還經過了一片荊棘，使得他回到家時陰莖上扎滿了刺，最後是在親友的幫助下才把所有刺拔除乾淨，他也宴請那些幫助他的人作為感謝，而那些拔出來的刺後來變成了虎頭蜂的螫針。